# Гукава
Гукава (словац. Hukava) — річка; права притока Слатини, протікає в окрузі Детва.
Довжина приблизно 6.2-6.4 км. Витік знаходиться в масиві Поляна (геоморфологічна підодиниця Висока Поляна; схил гори Поляна) — на висоті 1380 метрів.
Протікає територією села Гріньова. Впадає у водосховище Гріньова на висоті приблизно 560 метрів.